# Angélique Delahaye
Angélique Delahaye (* 22. Februar 1963 in Lyon) ist eine französische Landwirtefunktionärin und Politikerin (UMP, LR, LMR). Sie war von 2001 bis 2012 Vorsitzende des Gemüseproduzentenverbands FNPL und von 2014 bis 2019 Mitglied des Europäischen Parlaments.

## Leben
Delahaye wuchs in Évry in der Nähe von Paris auf. Erst durch ihre Heirat mit Thierry Delahaye kam sie mit der Landwirtschaft in Kontakt und stieg in den Gemüseanbaubetrieb seiner Familie in Saint-Martin-le-Beau bei Tours in Zentralfrankreich ein. Sie wurde 1991 in den Vorstand der Fédération nationale des producteurs de légumes (FNPL; Nationaler Verband der Gemüseproduzenten) gewählt, die eine Branche des Landwirtebundes Fédération nationale des syndicats d'exploitants agricoles (FNSEA) bildet. Von 2001 bis 2012 war sie Vorsitzende der FNPL und gehörte dem Gesamtvorstand der FNSEA an. Ab 2007 war sie auch im Vorstand des Branchenverbands für Obst und Gemüse Centre technique interprofessionnel des fruits et légumes (CTIFL) vertreten.
Auf der Liste der konservativen Union pour un mouvement populaire (UMP) wurde Delahaye 2010 in den Regionalrat der Region Centre gewählt, dem sie bis 2014 angehörte. Im März 2014 wurde sie zur Bürgermeisterin (Maire) der Gemeinde Saint-Martin-le-Beau gewählt. Bei der Europawahl 2014 wurde sie als Vertreterin der UMP im Wahlkreis Massif central-Centre in das Europäische Parlament gewählt. Dort saß sie in der christdemokratischen EVP-Fraktion, war Mitglied im Ausschuss für Umweltfragen, öffentliche Gesundheit und Lebensmittelsicherheit und Delegierte in der Paritätischen Parlamentarischen Versammlung AKP-EU.
Bei der Europawahl 2019 stand Delahaye auf Platz 19 der Liste von Les Républicains (neuer Name der UMP) und Les Centristes, nicht genug für einen Wiedereinzug ins EU-Parlament. Bei der Kommunalwahl 2020 in Saint-Martin-le-Beau unterlag sie mit 39 Prozent, womit auch ihre Amtszeit als Bürgermeisterin endete. Im Sommer 2020 trat sie zur Interessenpartei Le Mouvement de la ruralité über.